# Fränkisches Steinreich

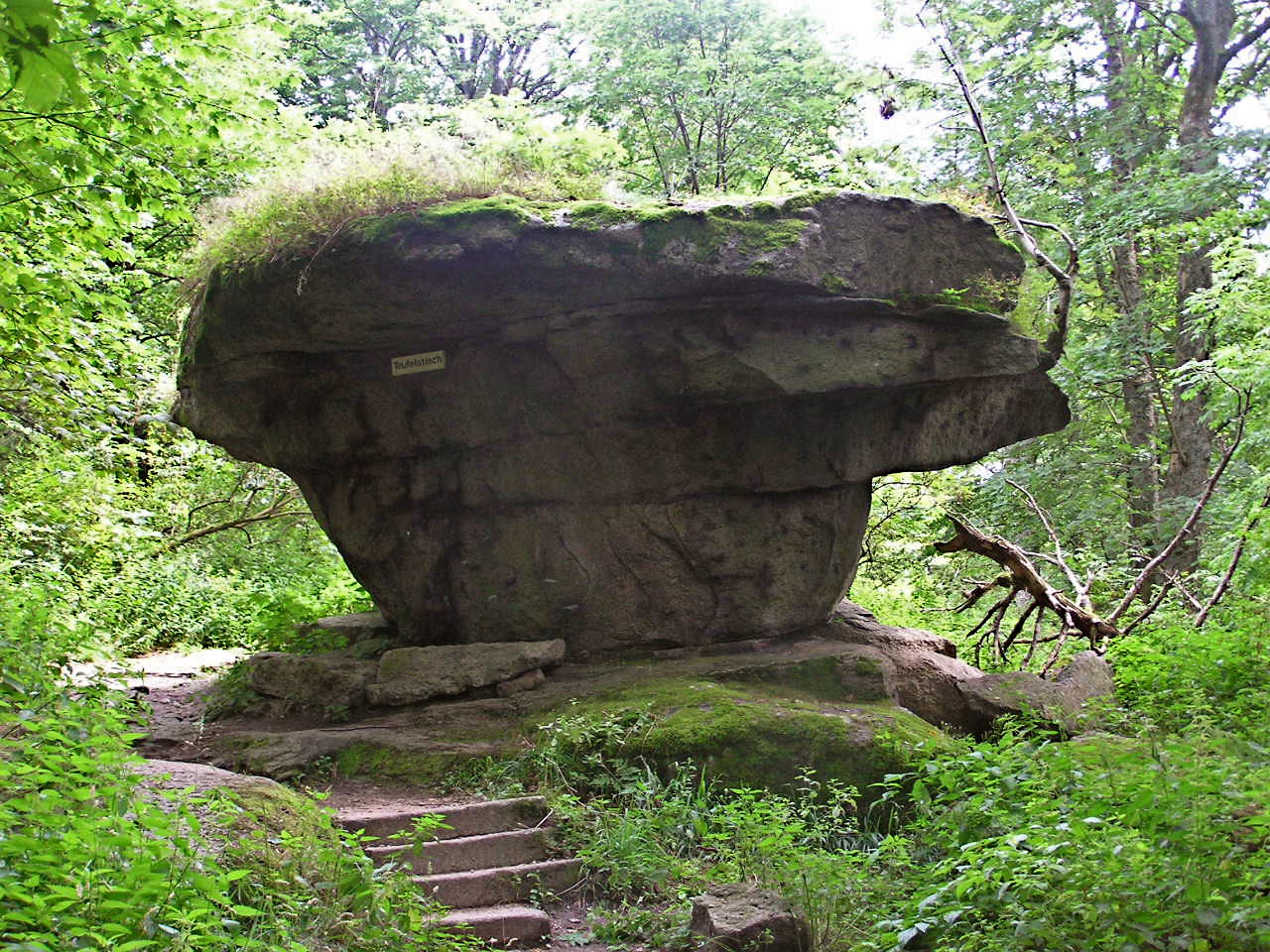
Teufelstisch am Großen Waldstein

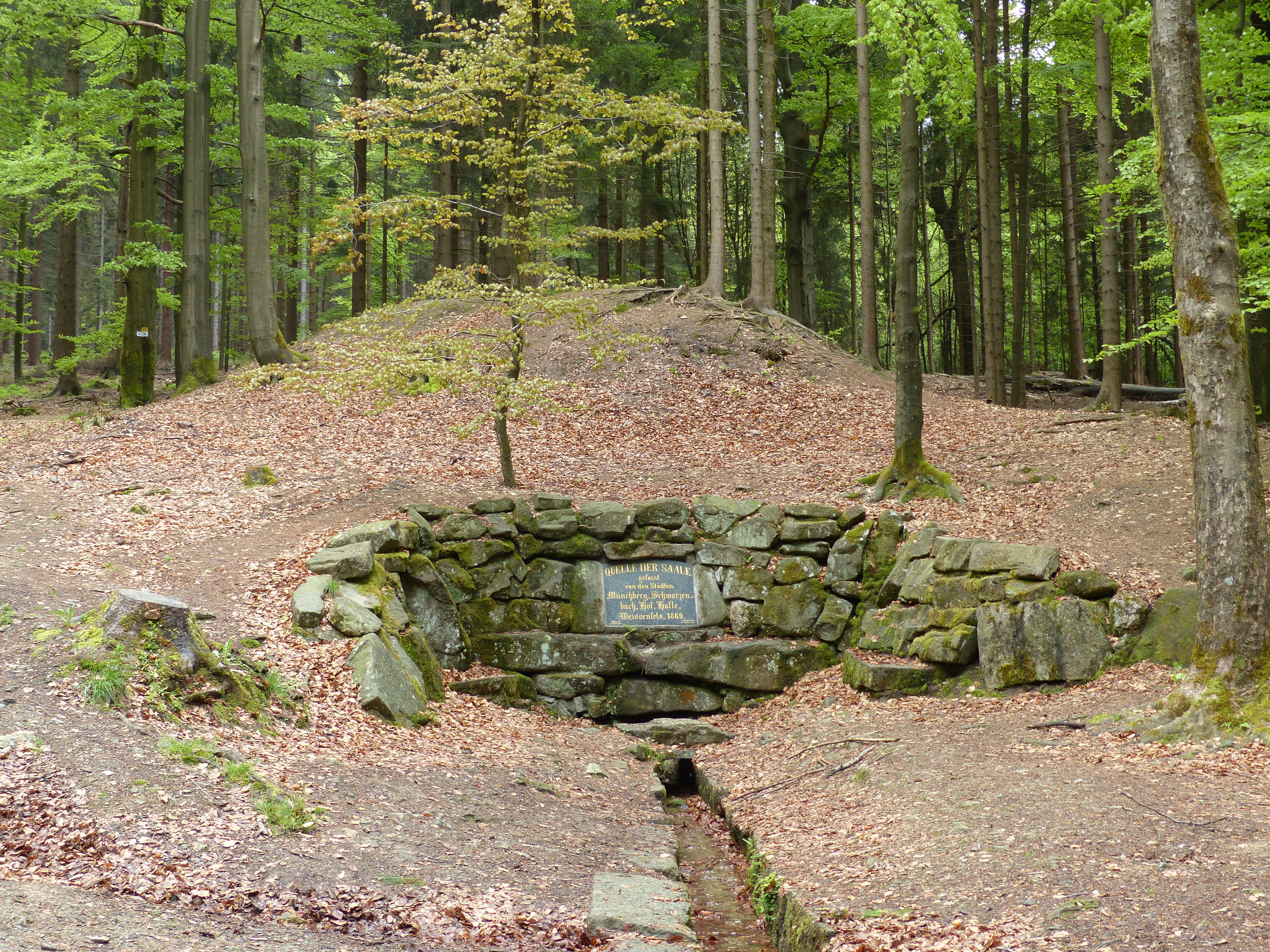
Saalequelle bei Zell

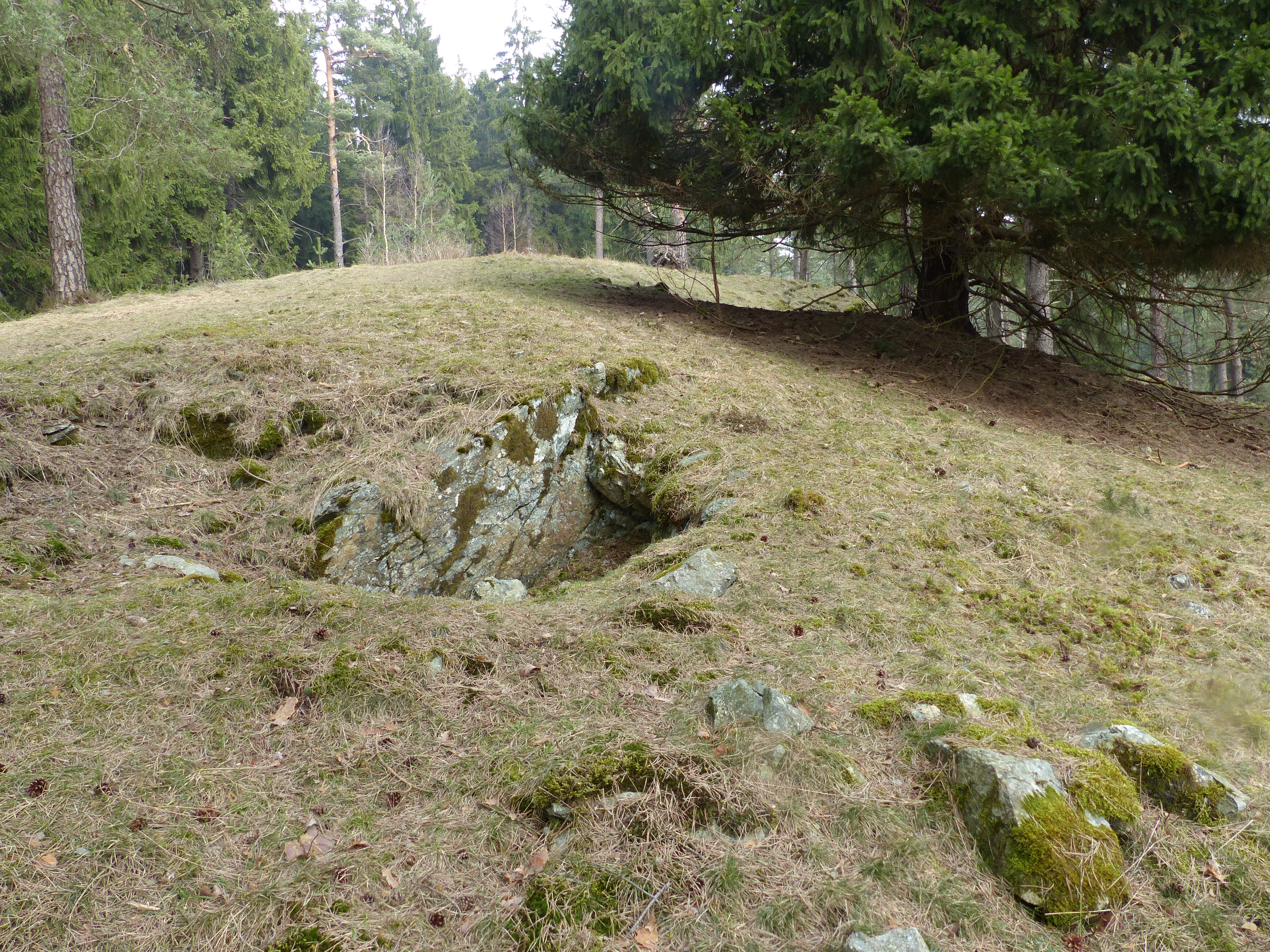
Gipfelbereich des Haidbergs

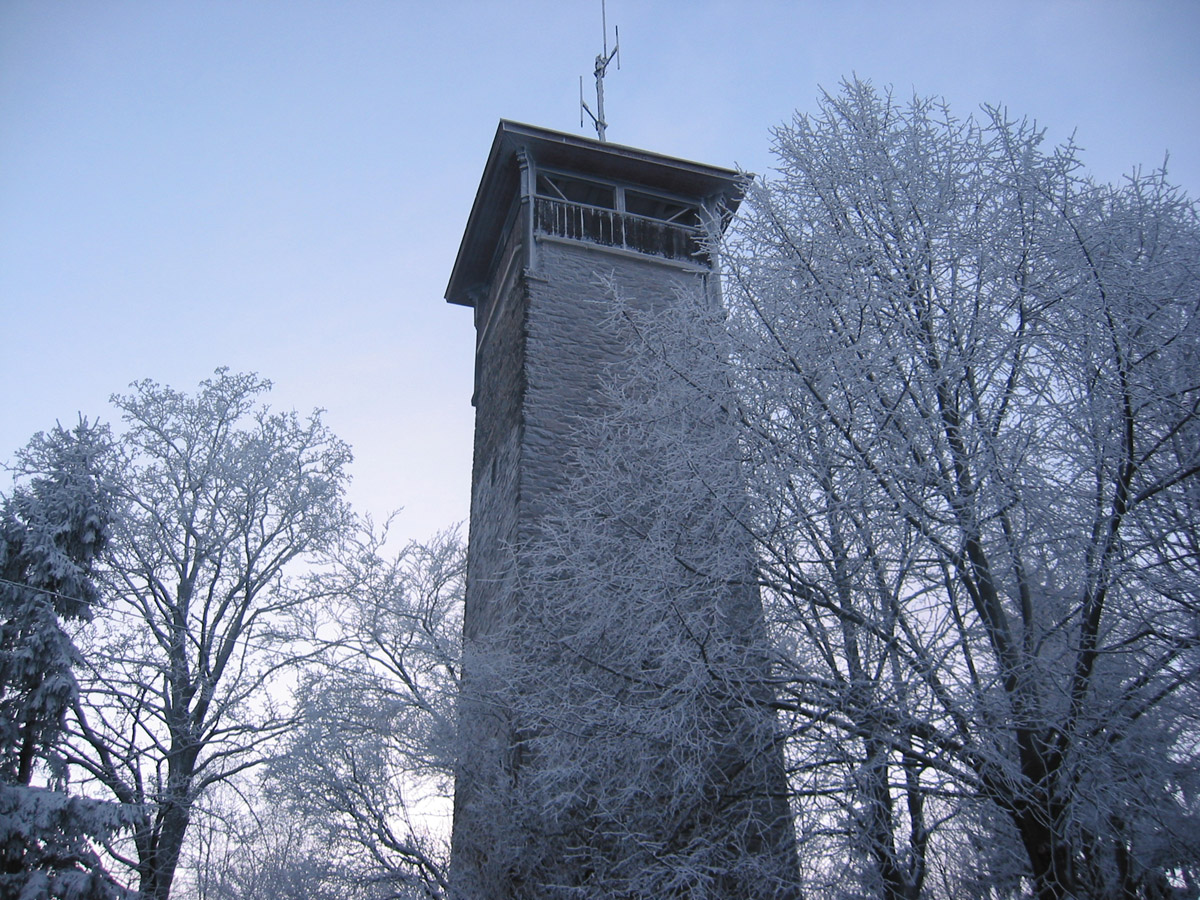
Aussichtsturm des Weißensteins

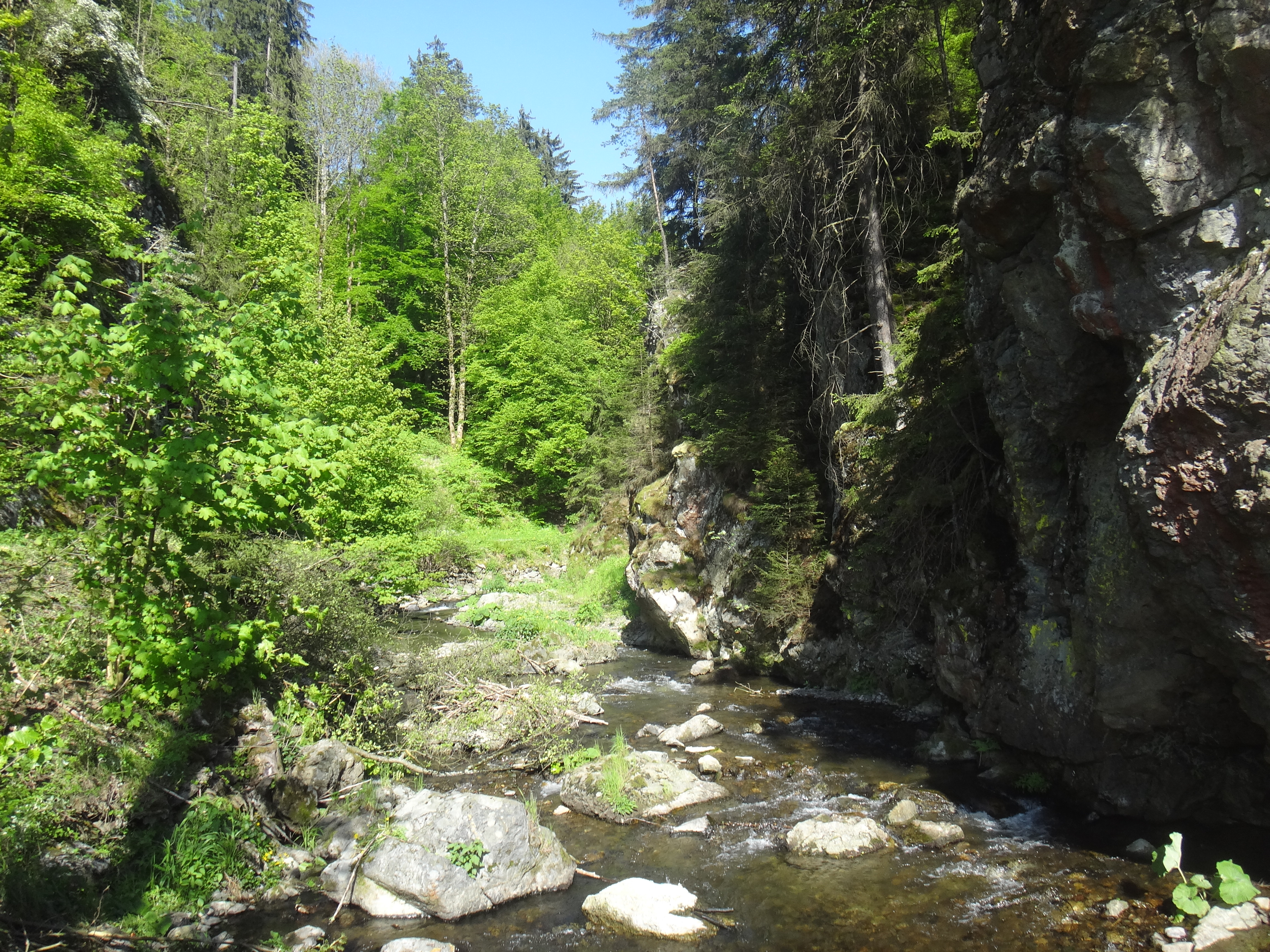
Steinachklamm, 2012

Der Wanderweg Fränkisches Steinreich ist ein Qualitätswanderweg, der nach den Bestimmungen des Deutschen Wanderverbandes angelegt wurde und den Frankenweg mit dem Fränkischen Gebirgsweg verbindet. 

## Wegeverlauf
Der Weg entstand auf Initiative der Vereinigung „Lebensqualität durch Nähe“ (LQN), die Umsetzung des Projektes erfolgte vom Frankenwaldverein e. V. in Zusammenarbeit mit dem Fichtelgebirgsverein e. V. Die Einweihung fand am 23. Oktober 2011 in Marienweiher statt.
Der rund 75 km lange Wanderweg ist ein Verbindungsweg im Nordosten Frankens und führt vom Naturraum Frankenwald zum Naturraum Fichtelgebirge.

### Etappe 1: Vom Waldstein zum Weißenstein
Die erste Etappe beginnt am Großen Waldstein mit seinen Granitfelsen mit Wollsackverwitterungen und den zahlreichen Sehenswürdigkeiten, darunter die beiden Burgen, der Bärenfang und das Waldsteinhaus. Der Große Waldstein ist noch Teil des Geoparks Schieferland im Übergang zum Geopark Bayern-Böhmen. Der Weg führt in Richtung Zell im Fichtelgebirge vorbei an der Saalequelle und vermittelt einen Eindruck von der Münchberger Gneismasse. Der Weg führt weiter zum Haidberg, der von Alexander von Humboldt als Magnetberg bezeichnet wurde. Das denkmalgeschützte Steinkreuz bei Mödlenreuth steht exemplarisch für die meist aus Granit gefertigten spätmittelalterlichen Weg- oder Sühnekreuze der Region. Die Etappe endet auf dem Weißenstein, bekannt durch das Vorkommen von Eklogit, mit seinem Aussichtsturm.

### Etappe 2: Vom Weißenstein nach Marienweiher
Die Etappe beginnt am Aussichtsturm des Weißensteins, dessen Vorgängerbauten bereits Teil eines markgräflichen Verteidigungssystems waren. Vom Waldkloster Muttodaya führt der Weg über das bergbaukundlich interessante Tal des Großen Koserbaches zur Wallfahrtskirche Marienweiher.

### Etappe 3: Von Marienweiher ins Steinachtal
Auf dem Peterlesstein, reich an Serpentinit, darunter auch Antigorit, wurden früher „Patterla“, Perlen für Rosenkränze hergestellt. Beim Bergbaustädtchen Kupferberg trifft man auf die Fränkische Linie, im Ort befindet sich das Bergbaumuseum Kupferberg und ein Schaubergwerk. Der Weg führt vorbei an Schloss Guttenberg, erbaut auf einem Bergsporn aus Diabas. Die Etappe endet im Steinachtal in Neumühle.

### Etappe 4: Vom Steinachtal an die Wilde Rodach
Die letzte Etappe beginnt mit dem Themenweg 1000 Schritte Erdgeschichte im Steinachtal im Gemeindegebiet von Presseck. Der Weg durchquert die Steinachklamm und endet am Gasthof Fels bei Schübelhammer an der Wilden Rodach mit dem Marmorbruch am Köstenhof.

## Karten
- Fritsch Wanderkarte Nr. 51 Naturpark Frankenwald, Maßstab 1:50.000
- Fritsch Wanderkarte Nr. 52 Naturpark Fichtelgebirge, Maßstab 1:50.000